# فرماندهی ترابری ایالات متحده آمریکا
فرماندهی ترابری ایالات متحده آمریکا (انگلیسی: United States Transportation Command) یا به‌اختصار ترانزکام یکی از یازده فرماندهی یکپارچه رزمی وزارت دفاع ایالات متحده آمریکا است که قرارگاه مرکزی آن در پایگاه نیروی هوایی اسکات، ایلینوی مستقر می‌باشد. فرماندهی ترابری در سال ۱۹۸۷ تأسیس شد. این فرماندهی تنها مدیر سیستم حمل و نقل دفاعی جهانی ایالات متحده است.